# NGC 4885
NGC 4885 est une petite galaxie spirale située dans la constellation de la Vierge. Sa vitesse par rapport au fond diffus cosmologique est de 3 646 ± 51 km/s, ce qui correspond à une distance de Hubble de 53,8 ± 3,8 Mpc (∼175 millions d'al). NGC 4885 a été découvert par l'astronome britannique John Herschel en 1830.

## Supernova
La supernova SN 2003cb a été découverte le 13 mars 2003 dans NGC 4885 par Mike Schwartz et par P. R. Holvorcem dans le cadre du programme LOTOSS de l'observatoire Lick. Cette supernova était de type II.